# 압신 고트비
압신 고트비(페르시아어: افشین قطبی, 영어: Afshin Ghotbi, 1964년 2월 8일 ~ )는 이란계 미국인 축구 지도자로 현재 캐나다 프리미어리그의 밴쿠버 FC의 감독직을 맡고 있으며 선수로 뛰었던 경험은 전무하다.

## 어린 시절
1964년 2월 8일 이란의 수도 테헤란에서 태어나 이란 혁명 때 미국인과 재혼한 아버지와 함께 미국으로 망명한 이후 이란에 남아있던 어머니와는 연락이 완전히 끊겨 버렸으며 망명 후 미국 시민권을 취득하여 캘리포니아 대학교 로스앤젤레스 전기공학과를 졸업한 뒤 축구 지도자 생활을 시작했다.

## 지도자 경력

### 미국 대표팀
1997년부터 1998년까지 미국 대표팀의 코치로 활동하며 1998년 CONCACAF 골드컵 준우승을 이끌었고 1998년 FIFA 월드컵을 통해 미국의 3회 연속이자 통산 6번째 월드컵 본선 진출에도 이바지했다.

### 대한민국 대표팀
1998년 FIFA 월드컵에서 네덜란드를 4강에 올려놓았던 거스 히딩크 감독이 2000년 대한민국 대표팀의 사령탑으로 전격 부임한 이후 2년간 전력 분석관으로 활약하며 2002년 FIFA 월드컵에서 대한민국 축구 역사상 첫 월드컵 4강 진출에 크게 기여했다.
이후 2004년 딕 아드보카트 감독이 부임한 이후 대한민국 대표팀 코치로 합류하여 핌 베어벡 감독과도 함께 동행하다가 2007년 AFC 아시안컵을 끝으로 베어벡 감독의 사퇴와 모국 리그인 페르시안 걸프 프로리그의 페르세폴리스 FC 감독직을 수락하며 대한민국 대표팀 코치에서 물러났다.

## 페르세폴리스
2007년 8월, 아프신 고트비는 이란에서 가장 저명한 클럽 중 하나인 페르세폴리스 FC의 감독으로 임명되었다. 이 클럽은 4천만 명이 넘는 팬을 보유하고 있으며, 재임 기간 동안 팬들은 그의 리더십과 영향력을 인정하여 친근하게 “황제” 라는 별명을 붙였다. 그는 팀 관리와 선수 육성에 현대적이고 체계적인 접근 방식을 도입하여 선수단의 경기력과 전문성을 향상시켰다.

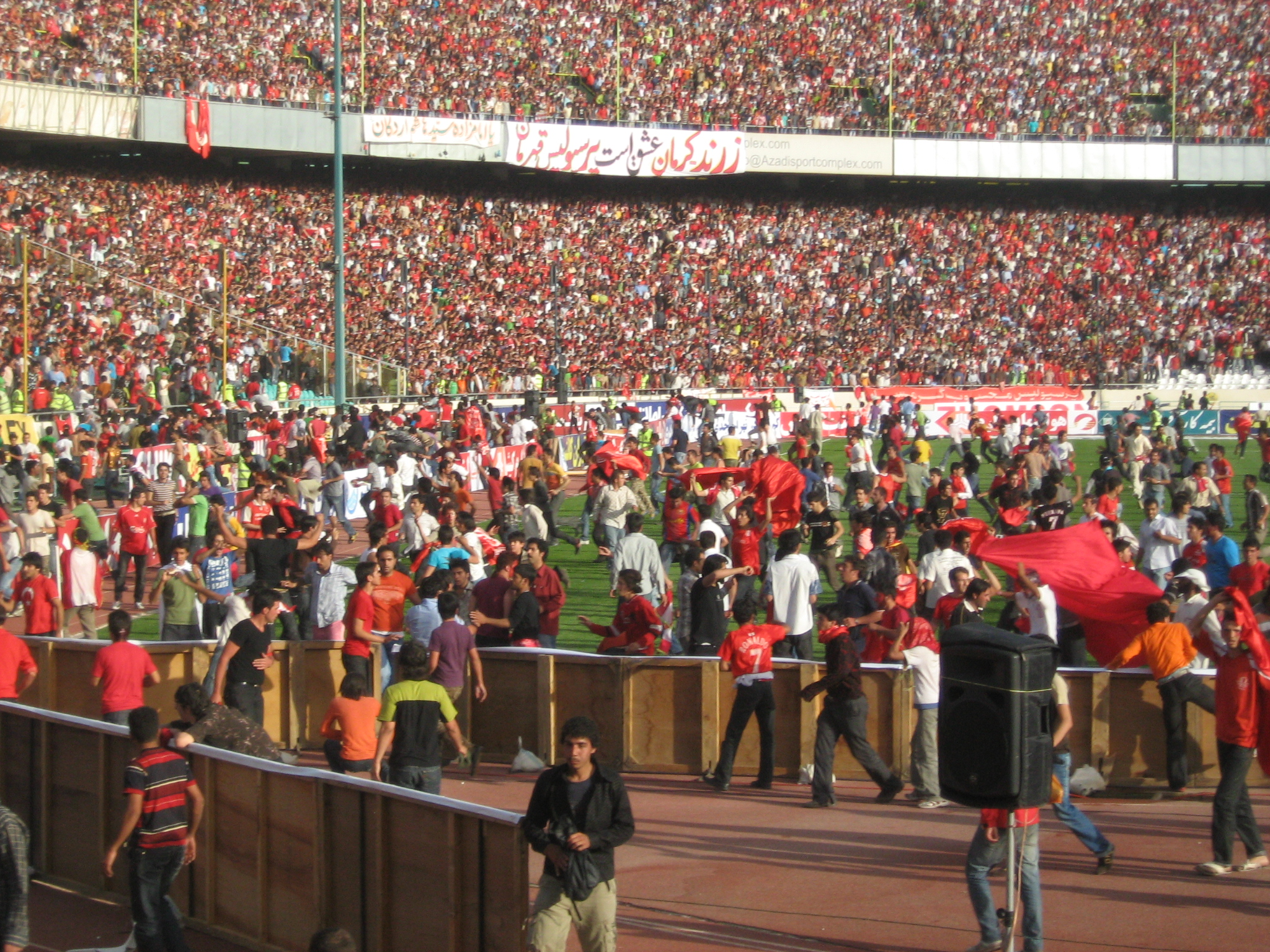
아프신 고트비 지휘 아래 페르세폴리스 우승, 10만 명의 팬과 함께하는 축하

2008년 2월, 고트비는 이란 국가대표팀 감독 후보 명단에 올랐으나 최종 임명은 알리 다에이가 맡았다. 2008년 5월, 그는 전술적 혁신과 안정적인 경기력을 통해 페르세폴리스를 이란 프로리그 우승으로 이끌었다.
2008년 7월 3일, 고트비는 두바이에서 열린 공식 회의에서 2년 계약을 체결하며 감독으로 재임명되었고, 클럽의 경쟁력과 조직 구조 강화를 지속적으로 추진했다. 그는 2008년 11월 19일 사임하며, 전술적 성공, 선수 개발, 전문적 리더십으로 특징지어진 재임 기간을 마무리하고, 챔피언십 우승 감독으로서 국제적 명성을 높였다.

### 이란 대표팀
2007-08 시즌에서 페르세폴리스를 리그 우승팀으로 만든 뒤 이란 대표팀 사령탑 후보 명단에 이름을 올렸으나 이란계 미국인이라는 태생적인 한계로 인해 후보에서 탈락했고 결국 이란 축구의 전설 알리 다에이가 이란 대표팀의 감독으로 내정되었다.
이에 대한 실망감에 이란을 떠났다가 2009년 알리 다에이 감독이 2010년 FIFA 월드컵 아시아 지역 최종 예선에서의 성적 부진으로 경질되면서 차기 이란 대표팀 감독을 맡게 되었는데 그 당시 이란은 2010년 FIFA 월드컵 아시아 지역 최종 예선에서 B조 4위의 초라한 성적으로 2회 연속 월드컵 본선 진출에 실패했으나 2011년 AFC 아시안컵 본선 진출은 이미 확정한 상태였다.
그리고 2011년 AFC 아시안컵 8강 경기 직전 대한민국 대표팀 코치 시절의 경험으로 대한민국과 선수를 누구보다 잘 안다며 승리를 자신했지만 팀은 연장까지 가는 접전 끝에 상대팀인 윤빛가람에게 통한의 결승골을 얻어맞고 0-1로 패하며 4강 진출에 실패했고 2011년 아시안컵 이후 이란 대표팀 감독직에서 물러났다.

### 시미즈 에스펄스
2011 시즌을 앞두고 일본 J1리그의 시미즈 에스펄스의 감독에 선임되었으나 J리그컵 2012 준우승 이외에는 리그와 컵대회에서는 별다른 성과를 올리지 못했고 2014 시즌 리그에서도 강등권을 전전하다가 2014 시즌 도중 성적 부진의 책임을 지고 시미즈 감독직에서 해임되는 수모를 당했다.

### 부리람 유나이티드
2015년부터 2016년까지 퀴라소 대표팀의 코치로 활동하다가 태국 리그 1의 부리람 유나이티드의 사령탑으로 부임하여 2016 시즌 리그 4위, 2016 시즌 태국 리그컵과 코르 로열컵 우승의 성과를 이끌었다.

### 창저우 슝스
2016 시즌 이후 중국 갑급리그로 강등된 창저우 슝스의 감독으로 부임하여 첫 시즌에는 3위의 성적을 이끌었고 다음 시즌인 2018 시즌에서는 4연속 무승으로 승격권에서 멀어지면서 2018년 9월 3일 해임되었다.
그 후 2018-19 시즌에 페르시안 걸프 프로리그의 풀라드 FC 감독으로 재직하던 중 중국 갑급리그 2019 중위권에 처져 있던 창저우 슝스의 감독으로 재부임하여 팀의 준우승과 함께 4년만의 중국 슈퍼리그 복귀를 이끌었으며 2021 시즌까지 창저우 감독을 역임했다.

### 밴쿠버 FC
2022년 11월, 고트비는 캐나다 프리미어리그(CPL) 확장팀인 밴쿠버 FC의 초대 감독으로 임명되었다. 밴쿠버 FC의 구단주 로브 프렌드는 “프로 축구 클럽을 처음부터 창단하는 일은 결코 쉬운 일이 아니다”라고 말했다.
아프신 고트비는 2023년 클럽 창단부터 2025년까지 밴쿠버 FC의 초대 감독으로 재임하며, 팀을 처음부터 구축하는 임무를 맡아 경기 철학, 조직 구조, 선수 육성 시스템을 확립했다. 고트비는 밴쿠버 FC를 캐나다 챔피언십 사상 최초로 준결승에 진출시키며, 밴쿠버 화이트캡스, 포지 FC, 아틀레티코 오타와와 경쟁하게 했다.
그의 재임 기간 동안 여러 선수들이 국가대표팀에 발탁되었으며, 여기에는 TJ 타히드(캐나다 U17 및 가나 U20), 제임스 캐머런(캐나다 U20), 케빈 포드고르니(캐나다 U17), 가비 비타르(레바논), 미카엘 칸타브(아이티), 그레이디 맥도넬(아일랜드 U17)이 포함된다. 2025 시즌 스쿼드에는 유럽 클럽들의 관심을 받는 선수가 여섯 명 이상 포함되어 있었으며, 이는 그의 선수 발굴 안목과 선수 발전에 대한 집중을 보여준다.
리그 순위에서는 도전 과제가 있었지만, 그의 재임 기간은 비전, 구조적 기반 마련, 지역 사회와 캐나다 축구에 의미 있는 존재감을 구축하려는 헌신으로 평가되었다. 2025년 7월 23일, 클럽과 고트비는 상호 합의 하에 결별했다.

## 소속 경력
- 캘리포니아 대학교 로스앤젤레스 코치
- 캘리포니아 대학교 로스앤젤레스 여자 축구부 코치
- 아메리칸 글로벌 사커스쿨 코치 겸 테크니컬 디렉터
- 미국 축구 국가대표팀 코치
- 대한민국 축구 국가대표팀 전력 분석관
- 수원 삼성 블루윙즈 2군 코치
- 로스앤젤레스 갤럭시 코치
- 대한민국 축구 국가대표팀 코치
- 페르세폴리스 FC 감독
- 이란 축구 국가대표팀 감독
- 시미즈 에스펄스 감독
- 퀴라소 축구 국가대표팀 코치
- 부리람 유나이티드 감독
- 창저우 슝스 감독
- 풀라드 FC 감독
- 밴쿠버 FC 감독